# 决战猩球 (1973年电影)
《决战猩球》（英語：Battle for the Planet of the Apes）是一部於1973年上映的美国科幻电影，由J·李·汤普森执导。它是1968年—1973年间上映《人猿星球》系列电影的第5部，亦是系列的最后一部。

## 故事大綱
猿族教授在讲述凯撒当年的故事，那是在2015年，猿族中发生叛乱，大猩猩们在将军艾多（General Aldo）的带领下和一群发生变异的人类一同意图推翻凯撒的领导，决战开始了...